# Илайъс Ашмол
Илайъс Ашмол (на английски: Elias Ashmole) е английски антиквар, астролог и алхимик.

## Биография
Роден е на 23 май 1617 година в Личфийлд, Англия. През целия си живот колекционира интересни предмети, които завещава на Оксфордския университет, поставяйки началото на Ашмоловия музей. Той е активен монархист по време на Английската гражданска война и след 1660 година заема различни държавни постове. Става и един от основателите на Кралското дружество.
Умира на 18 май 1692 година в Лондон на 74-годишна възраст.